# لويل ستيوارد
لويل ستيوارد (بالإنجليزية: Lowell Steward)‏ هو طيار أمريكي، ولد في 25 فبراير 1919 في لوس أنجلوس في الولايات المتحدة، وتوفي في 17 ديسمبر 2014 في فينتورا في الولايات المتحدة.